# 泰必圖
泰必圖（—1675年），清朝官員，曾任吏部侍郎。
順治帝的遺詔以鼇拜為四位顧命大臣之一，泰必圖為其黨。康熙初，停各省巡按，吏部尚書阿思哈、侍郎泰必圖議設公廨，馮溥反對，與泰必圖爭執。康熙八年，鼇拜事敗，他坐鼇拜黨罪至死，追奪官爵。吳三桂反，康熙十四年，他為陝西提督陳福副將，圍攻固原，王輔臣遣將來援，城中軍出城夾攻，泰必圖戰死。